# Hypocala rostrata
Hypocala rostrata là một loài bướm đêm trong họ Noctuidae.